# سیارک ۲۱۵۳۱
سیارک ۲۱۵۳۱ (به انگلیسی: 21531 Billcollin، نامگذاری:1998OS) بیست و یک هزار و پانصد و سی و یکمین سیارک کشف شده‌است که در ۲۰ ژوئیه ۱۹۹۸ کشف شد.